# Puppy Love
Puppy Love (bra: Pais de Pets; prt: Puppy Love) é um filme estadunidense de 2023, do gênero comédia romântica, dirigido por Nick Fabiano e Richard Alan Reid, e estrelado por Lucy Hale e Grant Gustin. O roteiro que Reid coescreveu com Greg Glienna, Peter Stass, Kirsten Guenther e Dan Scheinkman foi baseado na série de curtas-metragens "Puppyhood" (2015), da BuzzFeed.
A trama retrata a história de duas pessoas completamente opostas que começam a se encontrar depois que seus cachorros engravidam.
Nos Estados Unidos, o filme foi lançado em 18 de agosto de 2023, na Amazon Freevee. Em Portugal, a produção foi distribuída pela Amazon Prime Video em 19 de abril de 2024; já no Brasil, foi distribuída na mesma plataforma em 5 de junho de 2024.

## Enredo
Max Stevenson (Grant Gustin) é um homem introvertido que sofre de ansiedade social. Diante da possibilidade de perder seu emprego de TI por trabalhar exclusivamente de casa, a Dra. Kane (Nimet Kanji), sua terapeuta, recomenda que ele adote um cachorro para ajudá-lo a interagir com outras pessoas. Max decide adotar uma Cavalier King Charles Spaniel tranquila, a quem dá o nome de Chloe.
Nicole Matthews (Lucy Hale), por outro lado, é uma pessoa desorganizada e com dificuldade em se comprometer. Ela vai à casa de Diane (Jane Seymour), sua mãe, e conhece Alistair, o novo noivo de sua irmã, Layney (Jenna Goulding). Sua mãe decidiu dar o anel de noivado da família para sua filha mais nova, desistindo de esperar que Nicole se estabeleça. Durante o jantar, Nicole anuncia com orgulho que foi promovida em seu trabalho numa empresa imobiliária. No entanto, sua mãe menospreza seu novo cargo e critica abertamente as escolhas de vida dela, falando com Alistair como se Nicole não estivesse presente.
Enquanto Max vai para a cama cedo, já que não gosta da vida noturna típica dos finais de semana, Nicole costuma se divertir em baladas. Ao voltar para casa tarde da noite, ela acaba adotando um cachorro de rua que estava perto das latas de lixo de seu prédio, após lhe mostrar um ato de bondade. Depois de dar banho nele, ela decide chamá-lo de Channing Tatum.
Nicole e Max decidem fazer um perfil no aplicativo de namoro Bumble e se escolhem mutuamente por causa das fotos de seus cachorros. Eles decidem se encontrar em um parque, onde Max tenta, sem sucesso, usar algumas cantadas que Sid (Nore Davis), seu amigo, sugeriu. A combinação do transtorno obsessivo-compulsivo de Max com o comportamento extrovertido de Nicole transforma o primeiro encontro em um desastre. Em um momento estranho, Nicole oferece a ele frango frito extremamente apimentado, acreditando que funcionaria como um "soro da verdade", mas Max odeia o prato. Quando ele faz uma pergunta séria, ela desvia o assunto. Enquanto isso, os cães deles desaparecem, e ao procurá-los, eles os encontram copulando. Max, revoltado, repreende Nicole, e os dois, percebendo o quanto são diferentes, juram nunca mais se falar.
Quando Max e Nicole descobrem que Channing engravidou Chloe, eles se veem na obrigação de criar os animais juntos. Ao se encontrarem novamente no parque, percebem que seus animais de estimação desenvolveram um forte vínculo, e decidem organizar encontros para os cães fora de suas casas. Pouco depois, Nicole enfrenta uma ameaça de despejo por parte do seu senhorio devido à aquisição de seu cão. Para ajudar, Max concorda em deixar Channing morar com ele, e Nicole acaba ficando também, para fazer companhia ao seu cachorro. Ela traz temporariamente itens usados para uma casa que está decorando, o que desencadeia o TOC de Max.
Max encontra alívio em uma caminhada, que o ajuda a acalmar seus nervos. Após o passeio, ele compartilha com Nicole que sua quarentena devido à COVID-19 e a infidelidade de sua noiva agravaram seu TOC. Nicole ouve com compreensão e empatia, provocando um beijo espontâneo de Max. Ela, no entanto, não retribui, e eles concordam em manter um relacionamento amigável. À medida que continuam a passar tempo juntos, Max gradualmente volta ao trabalho presencial. Eles também começam a frequentar aulas de Lamaze para cães, o que aprofunda a união entre eles e faz surgir um sentimento romântico.
Nicole convida Max para sair para beber, mas ele recusa o convite. Então, ela vai decide chamar sua amiga, Shay (Christine Lee). Um de seus clientes, Hunter Fosterini (Al Miro), cuja casa ela havia decorado com sucesso, aparece, e eles acabam se divertindo juntos.
Nicole, acompanhada de Hunter, volta para a casa de Max para passear com os cães. Eles acordam Max, que, frustrado com o homem mexendo em seus itens, acaba o agredindo. Hunter então vai embora, o que leva Max e Nicole a uma briga calorosa. No meio do caos, a assustada Chloe foge pela porta que Hunter deixou aberta quando partiu. Max sai desesperado a procura de sua cadela, e expulsa Nicole e Channing ao retornar com Chloe.
Alguns dias depois, ao notar sua paixão por Max, Nicole volta para pedir desculpas. Reunidos novamente, eles, acompanhados de seus cães, embarcam em uma viagem de carro para a entrevista de Nicole na escola de arte da Universidade de Washington, mas a viagem é interrompida quando Chloe entra em trabalho de parto. Sem que Nicole soubesse, Max já havia enviado o portfólio dela virtualmente. Após a primeira noite íntima do casal, Nicole fica surpresa ao descobrir que foi aceita no programa de arte.
Max convida Nicole e Channing para morarem oficialmente com ele. Após um tempo, com os filhotes maiores, o casal organiza uma festa canina para apresentá-los aos amigos e familiares. Agora, é possível perceber que Max está mais à vontade, sem sinais de seu transtorno obsessivo-compulsivo ou introversão, mesmo com a casa cheia.

## Elenco
- Lucy Hale como Nicole Matthews
- Grant Gustin como Max Stevenson
- Nore Davis como Sid
- Jenna Goulding como Layney Matthews
- Christine Lee como Shay
- Al Miro como Hunter Fosterini
- Rachel Risen como Lorraine
- Jane Seymour como Diane Matthews
- Corey Woods como Harper
- Michael Hitchcock como Dr. Hert
- Nimet Kanji como Dra. Kane

## Produção
Em 22 de junho de 2023, foi divulgado que a Amazon Freevee havia adquirido os direitos de exibição do filme da Lionsgate, estrelado por Lucy Hale e Grant Gustin – com Nore Davis, Jane Seymour e Michael Hitchcock no elenco de apoio. O cachorro de Nicole foi interpretado por Fancypants, um ator canino veterano. O filme foi produzido pela BuzzFeed Studios em colaboração com a Lionsgate.
O filme foi produzido por Jason Moring e Michael Philip, e teve produção executiva de Richard Alan Reid, Jonah Peretti, e Brian e Josh Etting. As filmagens aconteceram no Canadá durante o verão de 2022.

## Recepção
Amy Amatangelo, em sua crítica para a Paste Magazine, disse: "Não tenha dúvidas: Puppy Love é um filme ruim. Isso não é um cálculo preciso, mas certamente parece que pelo menos 30% dos 106 minutos do filme são montagens".
Ferdosa Abdi, em sua crítica para o Screen Rant, escreveu: "No geral, Puppy Love é muito maçante. O filme tem todos os clichês à disposição, mas não consegue fazer muito com isso. A escrita é sem graça e sem vida, e a direção, feita por Nick Fabiano e Richard Alan Reid, é igualmente fraca".
No Rotten Tomatoes, site agregador de críticas, 44% das 16 críticas do filme são positivas, com uma classificação média de 4,9/10.